# Ramsdellita
La ramsdellita o ramsdelita es una de las formas minerales del óxido de manganeso (IV) (Mn4+O2).
Debe su nombre a Lewis Stephen Ramsdell (1895-1975), profesor de mineralogía de la Universidad de Míchigan, quien describió por primera vez este mineral.

## Propiedades
La ramsdellita es un mineral opaco de color negro o gris acero con brillo submetálico. Con luz reflejada muestra coloración blanco amarillenta.
Es un mineral frágil, de dureza 3 en la escala de Mohs, semejante a la de la calcita, y densidad entre 4,65 y 4,83 g/cm³.
Es muy soluble en ácido clorhídrico.
Cristaliza en el sistema ortorrómbico, clase dipiramidal. Es polimorfo con la akhtenskita y la pirolusita, mineral este último que cristaliza en el sistema tetragonal.
Su contenido en manganeso es del 63% y como impurezas principales puede contener aluminio, silicio y hierro.
La ramsdellita forma parte de un grupo mineralógico que lleva su nombre, en el que también están incluidas la citada akhtenskita y la nsutita.

## Morfología y formación

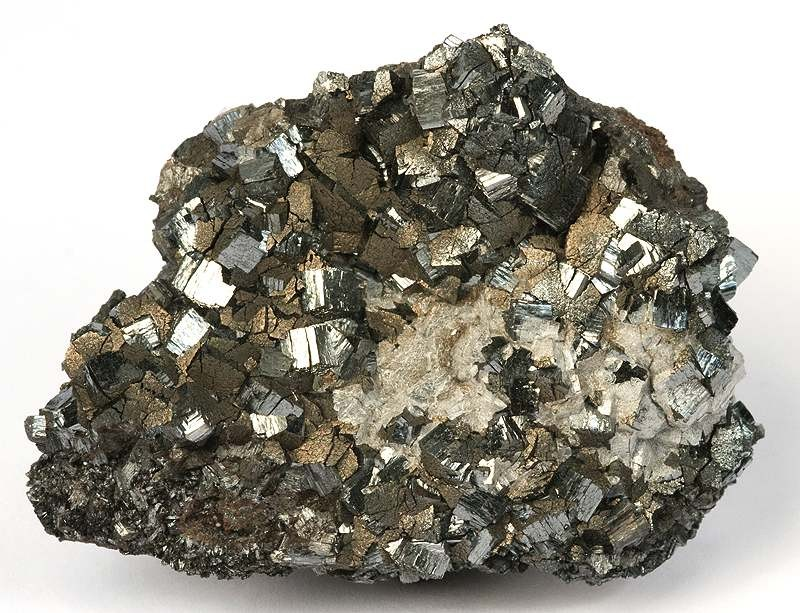
Ramsdellita procedente de la mina Mistake (Arizona, Estados Unidos)

La ramsdellita forma cristales de hasta 1 cm, a menudo pseudomorfos, tras la deshidrogenación oxidativa de la groutita.
Otros hábitos con los que aparece son laminar, fibroso o masivo.
Es un mineral secundario en depósitos de manganeso (formado a partir de pirolusita o groutita), asociado a menudo con hollandita, criptomelano y coronadita.

## Yacimientos
La localidad tipo está en Lake Valley (Nuevo México, Estados Unidos). Hay también depósitos en Arizona, en sierra Artillery (condado de Mohave) y en la mina Mistake (condado de Yavapai). En México se encuentra ramsdellita en la mina Gavilán (Tecate, Baja California) y en la mina San Antonio (Aquiles Serdán, Chihuahua), donde coexiste con otros minerales óxidos como franklinita, hetaerolita, coronadita, masicotita o plattnerita.
Este mineral también está presente en los montes Metálicos (Bohemia, República Checa), en las riberas del río Mahanadi (Odisha, India), en la sierra Middleback (Australia Meridional) y en la mina Hotazel (provincia Cabo del Norte, Sudáfrica).